# 海上碑
海上碑位于中国山东省日照市岚山区岚山头街道岚阳路社区南、海州湾黄海岸边的天然岩石群上，北侧正对岚山头龙王庙，西北距原安东卫城约4公里，为一处明末清初的海上摩崖石刻。2009年12月被列入第一批日照市文物保护单位，2013年10月被列入第四批山东省文物保护单位。

## 历史
海上碑始刻于清顺治二年（南明弘光元年、隆武元年，1645），正值明清交替之际，最初题字者为安东卫人、官至明监察御史的苏京和河南孟津人、官至明礼部尚书的王铎。二人均先为明臣，清军入关后曾往南京参与筹划复明事宜，复明无望后仕清。时苏京复明失败后一度返回故里隐居，王铎来此寻访，二人相继在海边同一块礁石上题字，苏京题“星河影动”、“撼雪喷云”，王铎题“万斛明珠”、“砥柱狂澜”，礁石右下尚留有空缺。清代康熙年间，山西榆次人阎毓秀在此任安东卫守备（康熙十年至十八年间，1671-1679），于礁石空缺处补题“难为水”。

## 内容
海上碑所在的岸边有一片东西长150米、南北宽30米的天然岩石群，题字即在最南侧的岩石上，坐南朝北，东西长4米，上下高4米，皆为楷书，其中右侧三碑文为横书，左侧二碑文为竖书（左右以北面为准），两侧碑文相距1.88米。北为面，可面朝大海观赏碑文，南为背，可抵御海潮冲击并避免贝类覆盖，从而保护碑文。涨潮时部分碑文没入水中，落潮时则露于浅滩之上。
三人题字均与水有关，苏京与王铎的题字描述了不同时刻在此观海的情景和感受，阎毓秀的题字则出自《孟子·尽心上》“观于海者难为水”，也见于唐代元稹《离思五首·其四》“曾经沧海难为水”，一般理解为两层意思，其一为直观表达“难为水”，即临此沧海、别处的水再不足为顾，其二则暗喻面对此景，苏京、王铎的题字已无人可比。
此外，据《日照县志》所载，在日照境内原有另一处海上碑，位于原石臼岛（今东港区石臼街道海滨），为明代日照人、官至真定府同知的申安所书“天风海涛”、“万泒朝宗”（“泒”通“派”），今已不存。
| 位置 | 题字     | 尺寸               | 作者 | 图片 | 位置 | 题字               | 尺寸                                        | 作者   | 图片 |
| ---- | -------- | ------------------ | ---- | ---- | ---- | ------------------ | ------------------------------------------- | ------ | ---- |
| 左上 | 万斛明珠 | 高1.26米，宽0.79米 | 王铎 |      | 右上 | 星河影动、撼雪喷云 | 前者长1.96米，宽0.4米，后者长2.6米，宽0.7米 | 苏京   |      |
| 左下 | 砥柱狂澜 | 高1.2米，宽0.8米   | 王铎 |      | 右下 | 难为水             | 长1.55米，宽0.66米                          | 阎毓秀 |      |